# IRAS F11119+3257
IRAS F11119+3257 è una galassia ultraluminosa all'infrarosso distante dalla Terra 2,3 miliardi di anni luce, situata nella costellazione dell'Orsa Maggiore.  IRAS F11119+3257 ospita al centro un buco nero supermassiccio di 16 milioni di masse solari. Dal suo disco di accrescimento si dipartono getti relativistici  che viaggiano ad una velocità del 25% di quella della luce. Come dimostrato da Francesco Tombesi e collaboratori, in un articolo apparso su Nature il 26 marzo 2015, questi getti provocano dei venti in grado di spazzare via il gas utile alla formazione stellare.

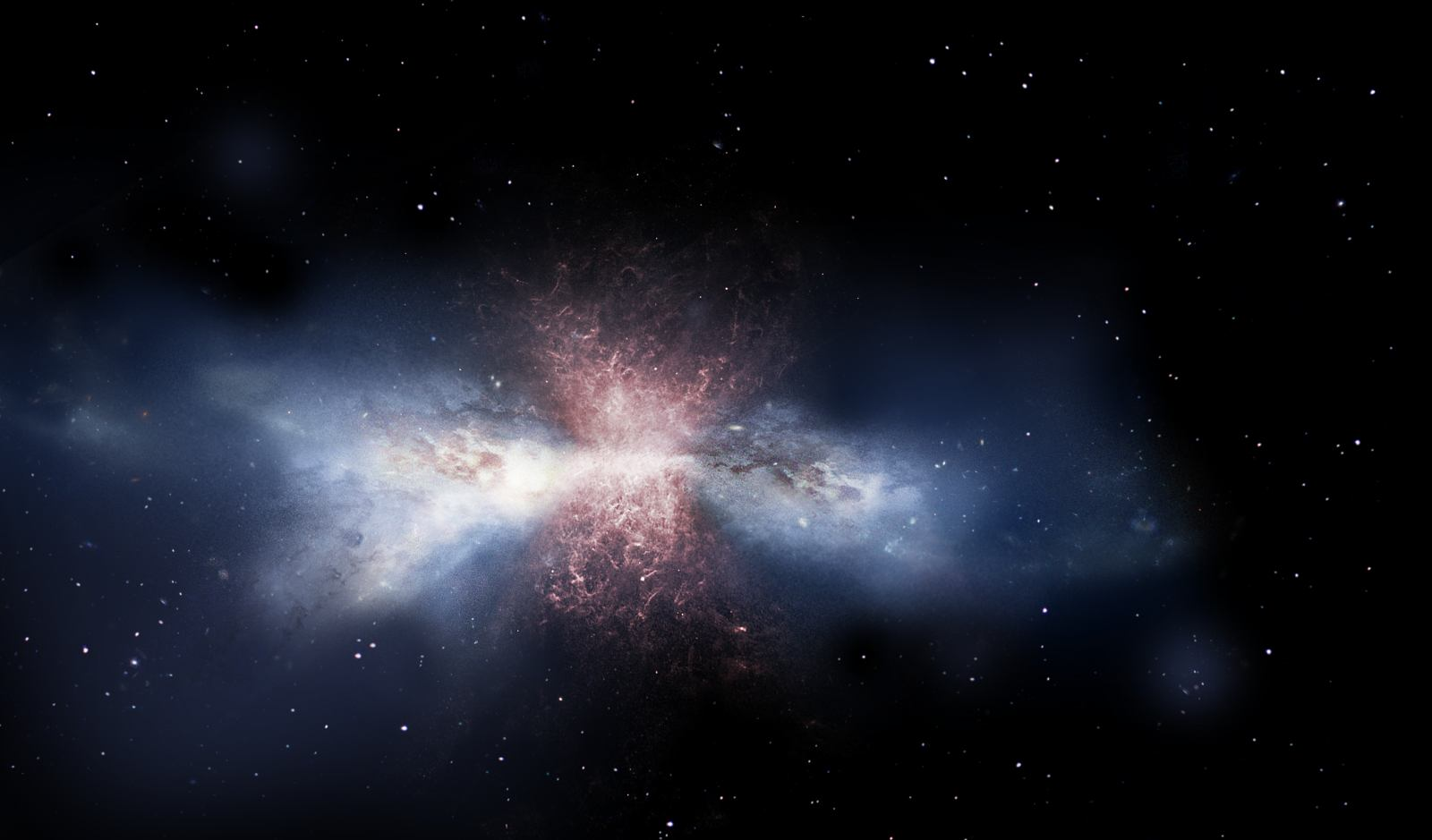
Rappresentazione artistica che mostra la fuoriuscita di gas molecolare (rosso) da una galassia che nel suo centro ospita un buco nero supermassiccio.